# Brad Bridgewater
Bradley Michael "Brad" Bridgewater, född 29 mars 1973 i Charleston i West Virginia, är en amerikansk före detta simmare.
Bridgewater blev olympisk guldmedaljör på 200 meter ryggsim vid sommarspelen 1996 i Atlanta.